# Tessa (Niger)
Tessa ist eine Landgemeinde im Departement Dosso in Niger.

## Geographie
Tessa liegt in der Großlandschaft Sudan. Die Nachbargemeinden sind Goroubankassam im Norden, Karguibangou im Osten, Dioundiou im Süden und Farey im Westen.
Bei den Siedlungen im Gemeindegebiet handelt es sich um 30 Dörfer, 8 Weiler und 26 Lager. Der Hauptort der Landgemeinde ist das Dorf Tessa.
Durch das Gemeindegebiet verläuft in Nord-Süd-Richtung das große, periodisch wasserführende Trockental Dallol Foga. Von allen Gemeinden in der Region Dosso besteht in Tessa das höchste Risiko von Überschwemmungen.

## Geschichte

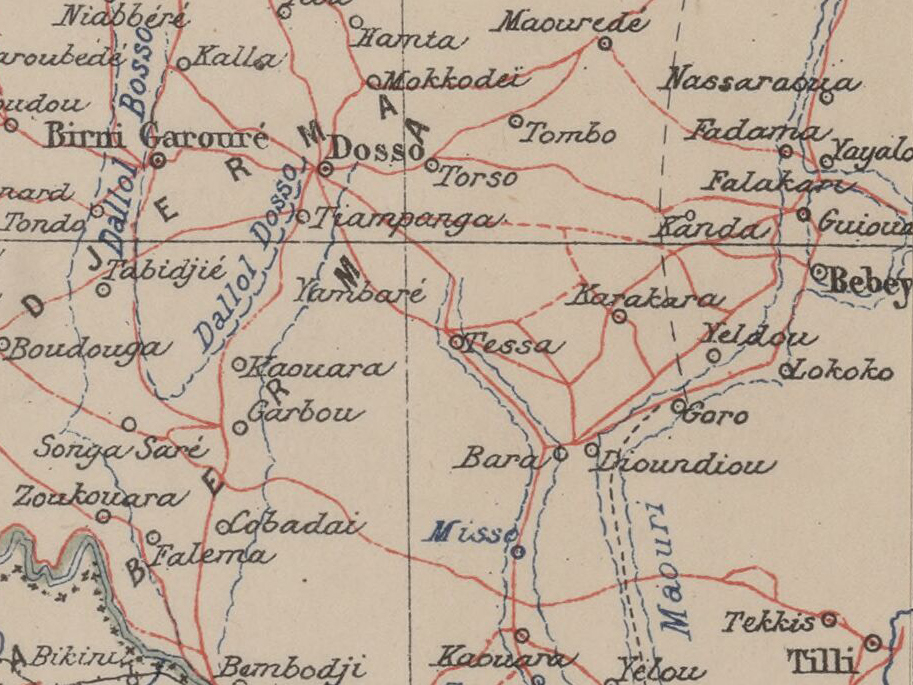
Ausschnitt einer Karte von 1903 mit Tessa im Zentrum

Tessa wurde von Angehörigen der ethnischen Gruppe der Zarma gegründet. Im Jahr 1900 unterwarf sich der Herrscher von Tessa den Franzosen, weigerte sich jedoch, die Oberherrschaft des Zarmakoye von Dosso zu akzeptierten. Dennoch wurde Tessa einige Jahre später in den Kanton Dosso integriert. Die 150 Kilometer lange Piste zwischen Dosso und Gaya, die durch Tessa führte, galt in den 1920er Jahren als einer der Hauptverkehrswege in der damaligen französischen Kolonie Niger. Sie war in der Trockenzeit mit Automobilen befahrbar. Die Landgemeinde Tessa wurde 2002 bei einer landesweiten Verwaltungsreform wieder aus dem Kanton Dosso ausgegliedert. Bei Überschwemmungen im Jahr 2016 stürzten 22 Häuser im Hauptort ein.

## Bevölkerung
Bei der Volkszählung 2012 hatte die Landgemeinde 26.668 Einwohner, die in 2.918 Haushalten lebten. Bei der Volkszählung 2001 betrug die Einwohnerzahl 19.734 in 2.370 Haushalten.
Im Hauptort lebten bei der Volkszählung 2012 2.841 Einwohner in 344 Haushalten, bei der Volkszählung 2001 2.229 in 268 Haushalten und bei der Volkszählung 1988 1.508 in 208 Haushalten.
In ethnischer Hinsicht ist die Gemeinde ein Siedlungsgebiet von Zarma, Kurfeyawa und Fulbe.

## Politik
Der Gemeinderat (conseil municipal) hat 11 Mitglieder. Mit den Kommunalwahlen 2020 sind die Sitze im Gemeinderat wie folgt verteilt: 8 RNDP-Aneima Banizoumbou, 2 PNDS-Tarayya und 1 ANDP-Zaman Lahiya.
Jeweils ein traditioneller Ortsvorsteher (chef traditionnel) steht an der Spitze der 30 Dörfer in der Gemeinde, darunter dem Hauptort.

## Wirtschaft und Infrastruktur

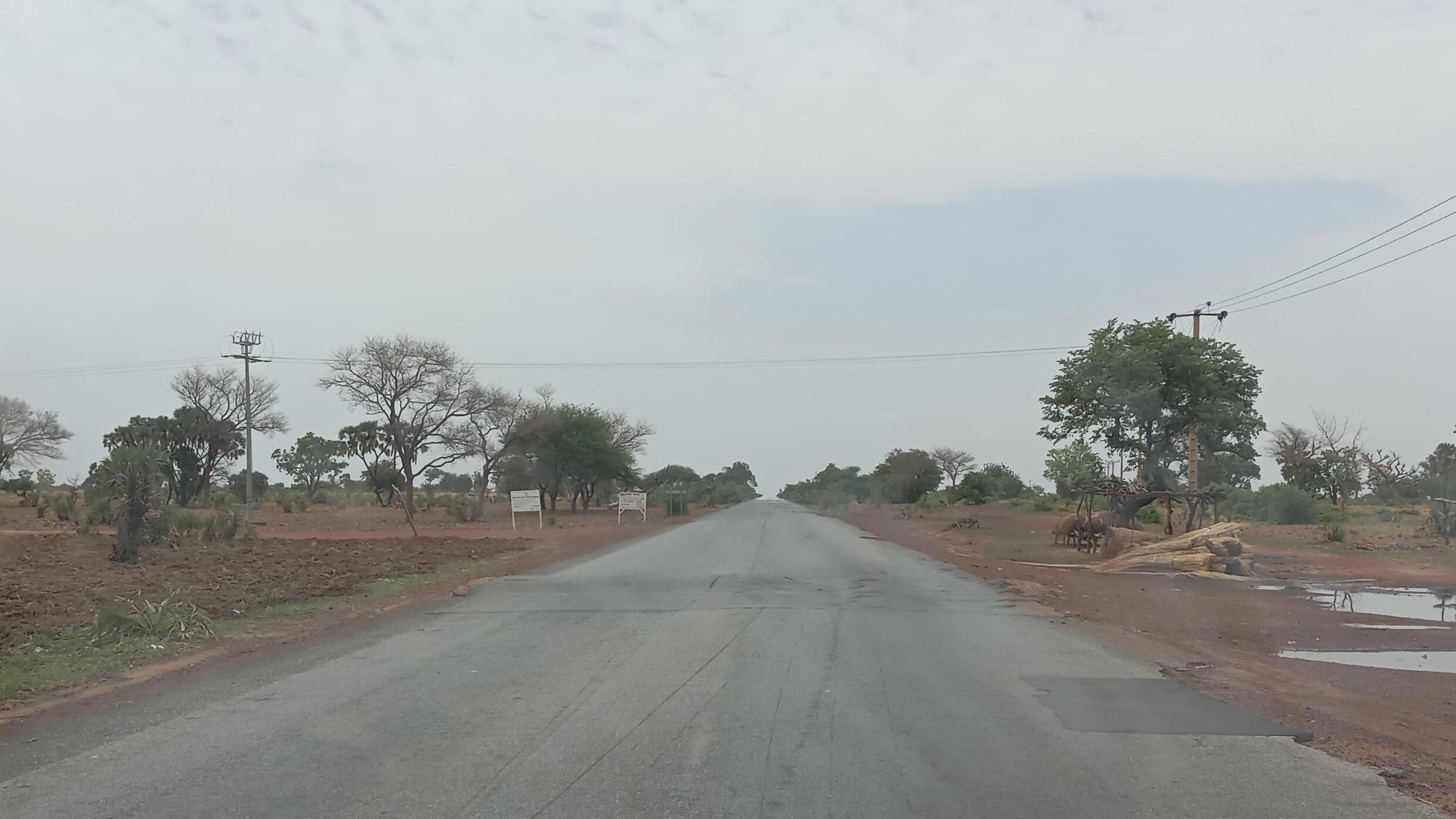
Linksseitige Abzweigung der Route 360 nach Mokko von der Nationalstraße 1 bei Tourobon (2024)

Tessa liegt in einer Zone, in der Regenfeldbau betrieben wird. Das staatliche Versorgungszentrum für landwirtschaftliche Betriebsmittel und Materialien (CAIMA) unterhält eine Verkaufsstelle im Hauptort. Die Niederschlagsmessstation im Hauptort wurde 1981 in Betrieb genommen.
Gesundheitszentren des Typs Centre de Santé Intégré (CSI) sind im Hauptort sowie in den Siedlungen Mayaki Dey und Sandidey vorhanden. Das Gesundheitszentrum in Mayaki Dey verfügt über ein eigenes Labor und eine Entbindungsstation. Der CEG Tessa ist eine allgemein bildende Schule der Sekundarstufe des Typs Collège d’Enseignement Général (CEG).
Durch den Hauptort verläuft die Route 343 zwischen Agali und Zabori, eine einfache Landstraße. Durch den Norden der Gemeinde führt die Nationalstraße 1 zwischen Mali und Tschad, die längste Fernstraße Nigers. Beim Dorf Tourobon zweigt die Route 360 nach Mokko von der Nationalstraße 1 ab. Unter anderem beim Dorf Mayaki Dey verläuft die Route 335 zwischen der Stadt Dosso und Zabori.

## Persönlichkeiten
- Mounkaïla Issa (* 1955), General und Politiker, geboren im Dorf Mayaki Dey
- Tombokoye Tessa (um 1927–1990, eigentlich Adamou Ali), Sänger, geboren im Dorf Sina Dey